# Neustädter Feld
Neustädter Feld, Magdeburg-Neustädter Feld – dzielnica miasta Magdeburg w Niemczech, w kraju związkowym Saksonia-Anhalt.